# Classical Gas
A Classical Gas az ausztráliai Tommy Emmanuel gitáros kilencedik nagylemeze, amely 1995-ben jelent meg az Ausztráliai Filharmonikus Zenekarral.

## Számlista
Az összes szám szerzője Tommy Emmanuel. 
| #   | Cím                                        | Szerző(k)      | Hossz |
| --- | ------------------------------------------ | -------------- | ----- |
| 1.  | Classical Gas                              | Mason Williams |       |
| 2.  | The Journey                                |                |       |
| 3.  | Run A Good Race                            |                |       |
| 4.  | Concierto de Aranjuez                      |                |       |
| 5.  | She Never Knew                             |                |       |
| 6.  | Gollywogs Cake Walk/English Country Garden |                |       |
| 7.  | Who Dares Wins                             |                |       |
| 8.  | Initiation                                 |                |       |
| 9.  | The Hunt                                   |                |       |
| 10. | Countrywide                                |                |       |
| 11. | Pan Man (Slava Grigoryan-nal)              |                |       |
| 12. | Padre                                      |                |       |

## Közreműködők
- Tommy Emmanuel - gitár
- Slava Grigoryan - gitár

## Külső hivatkozások
- Hivatalos oldal (angolul)